# Conseil supérieur de la guerre
Pour les articles homonymes, voir CSG.
En France, le Conseil supérieur de la guerre (communément abrégé en CSG) est un organisme, créé par décret du 27 juillet 1872, sur décision du président de la République, Adolphe Thiers, prise sur le rapport du général de Cissey, ministre de la guerre, afin d'assurer le lien entre le pouvoir politique dont le représentant est le ministre de la guerre et l'armée de terre. Il conseille le pouvoir en place pour toutes les questions d'ordre militaire, guide et informe les prises de décision du gouvernement en ce qui concerne les affaires militaires.
Organe suprême de décision pour les questions militaires, il est présidé par le ministre de la Guerre et composé des maréchaux de France, du chef d'état-major général de l'armée (CEMGA) et d'une dizaine de généraux. La composition du CSG est fixée par décret annuel.
De 1872 à 1888, le CSG est un organisme avec une composition civile et militaire. Son rôle et son influence restent limités. En 1888, est créé le poste de vice-président du CSG qui est le véritable dirigeant permanent. Jusqu'en 1911, personne ne sait très bien qui du vice-président du CSG ou du CEMGA commande l'armée ce qui provoque un conflit d'autorité entre ces deux personnes. Avec les décrets de 1911 et 1912, ce conflit disparaît lorsque le général Joffre, considéré comme rassurant et républicain, reçoit « la responsabilité des opérations, la préparation dans ses moindres détails de l'organisation de l'Armée, de sa mobilisation et de sa concentration ». Il cumule alors les fonctions de vice-président du CSG et celle de CEMGA. Une seule et même personne est chargée de la préparation de l’armée à la guerre, et de son commandement en cas de guerre.
Après une pause durant la Première Guerre mondiale, le CSG est recréé en janvier 1920. À la demande du maréchal Pétain, les décrets du 23 janvier 1920 et du 18 janvier 1922 séparent à nouveau les fonctions de vice-président du CSG de celle de CEMGA. À partir de ce moment, le vice-président du CSG est placé directement sous les ordres du ministre de la Guerre. Il a pour subordonné direct le CEMGA, lui-même dépendant directement du ministre.
Cette organisation permet d'éviter de donner trop de pouvoir à un seul général.
En janvier 1935, la situation de 1911-1912 est rétablie, le général Maurice Gamelin cumule les fonctions de CEMGA avec celles de vice-président du CSG. La situation reste pratiquement inchangée jusqu’en 1940.
Le CSG cesse d'exister en 1940 à la suite de la défaite subie contre l'Allemagne lors de la bataille de France.
Ce conseil, institution strictement française, ne doit pas être confondu avec le Conseil suprême de guerre, organisme interallié créé en 1917 lors de la Première Guerre mondiale, après les deux graves échecs du Chemin des Dames et de Caporetto. Ce Conseil suprême de guerre, qui avait pour objet de mieux coordonner les opérations interalliées, a cessé de se réunir au cours de l'année 1919.

## Composition

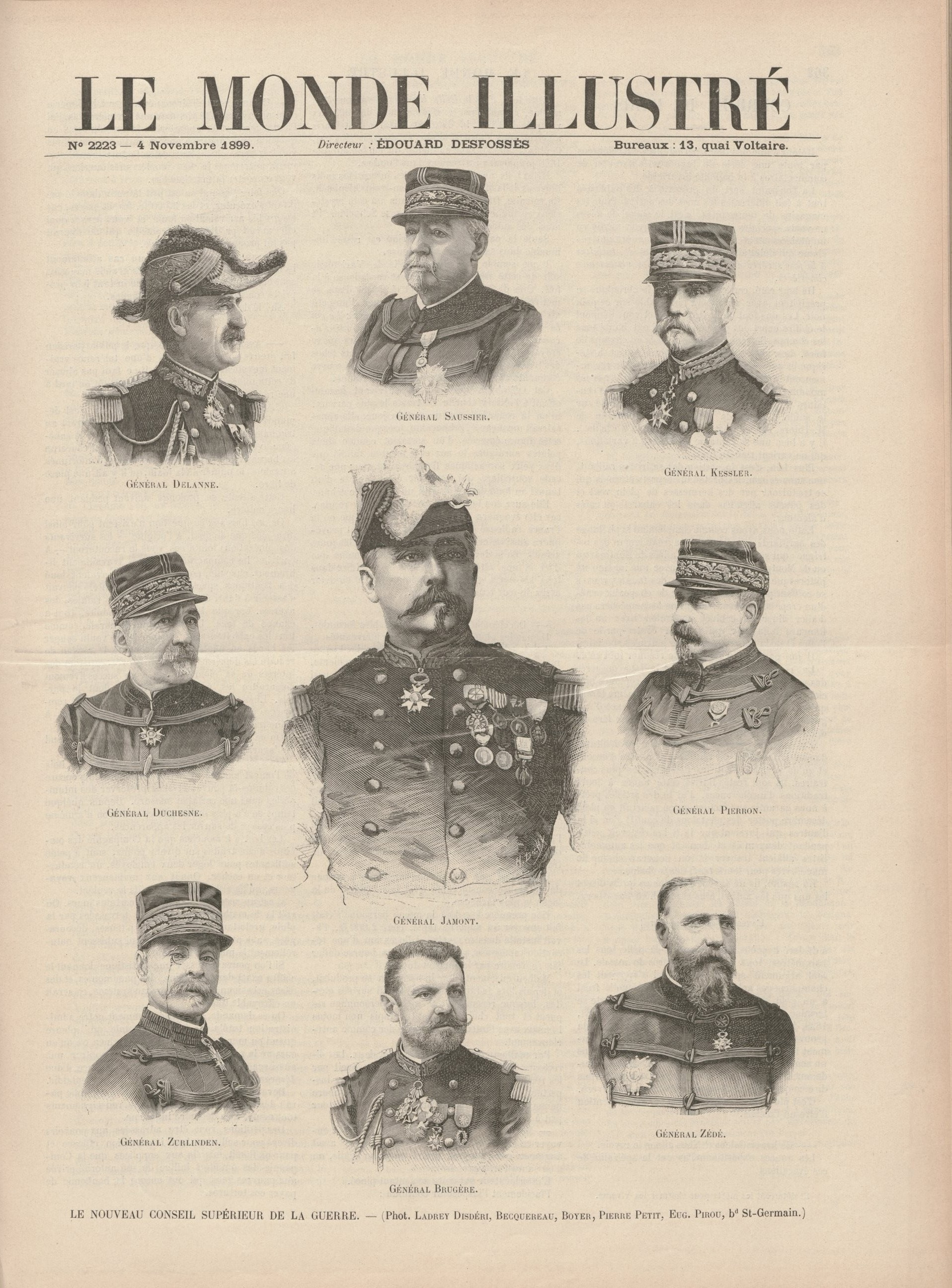
Composition du CSG en 1899-1900

En 1900, le CSG est composé des généraux Jamont (vice-président du CSG), Delanne (CEMGA), Saussier, Kessler, Duchesne, Zurlinden, Brugère, Zédé et Pierron.
Lors de sa reconstitution après la guerre en janvier 1920, il est composé des maréchaux Philippe Pétain (vice-président du CSG), Joseph Joffre, Ferdinand Foch, Émile Fayolle, Louis Franchet d'Espèrey et des généraux Georges Humbert, Paul Maistre, Henri Berthelot, Adolphe Guillaumat, Robert Nivelle, Charles Mangin, Eugène Debeney, Baucheron de Boissoudy, Jean-Marie Degoutte et Edmond Buat (CEMGA).
En 1935, le CSG est composé des maréchaux Philippe Pétain et Louis Franchet d'Espèrey et des généraux de division Henri Gouraud, Henri Claudel, Maurice Gamelin, Julien Dufieux, Eugène Mittelhausser, Charles Belhague, Jean-Jacques Carence, Joseph Duchêne, Alphonse Georges, Gaston Billotte, André-Gaston Prételat, Henri Bineau, Antoine Huré. Gamelin est vice-président du CSG et CEMGA à partir du 21 janvier.

## Vice-présidents du CSG[4]
- Félix Saussier (1889-1897)
- Édouard Jamont (1898-1900)
- Joseph Brugère (1900-1906)
- Alexis Hagron (1906-1907)
- Henri de Lacroix (1907-1909)
- Charles Trémeau (1909-1910)
- Victor Michel (juillet 1910 - juillet 1911)
- Joseph Joffre (juillet 1911 - août 1914). Il reçoit « la responsabilité des opérations, la préparation dans ses moindres détails de l'organisation de l'Armée, de sa mobilisation et de sa concentration ». Il cumule les fonctions de CEMGA avec celles de vice-président du CSG.
- Philippe Pétain (janvier 1920 - février 1931). Buat est CEMGA de 1920 à 1923 et Debeney de 1924 à 1930.
- Maxime Weygand (février 1931 - janvier 1935). Le général Weygand est vice-président du CSG, inspecteur général de l’Armée et commandant en chef désigné pour le temps de guerre. Gamelin est CEMGA.
- Maurice Gamelin (janvier 1935-1940). Comme Joffre en 1911, Gamelin cumule les fonctions de CEMGA (fonctions qu’il détenait depuis 1931) avec celles de vice-président du CSG et d’inspecteur général et commandant en chef désigné pour le temps de guerre. Le 21 janvier 1938, il est nommé par Édouard Daladier, ministre de la Défense nationale et de la Guerre, au nouveau poste de chef d’état-major général de la Défense nationale et a pour rôle la coordination de travail des trois états-majors (Terre, Mer et Air).

## Galerie (quelques membres du CSG)

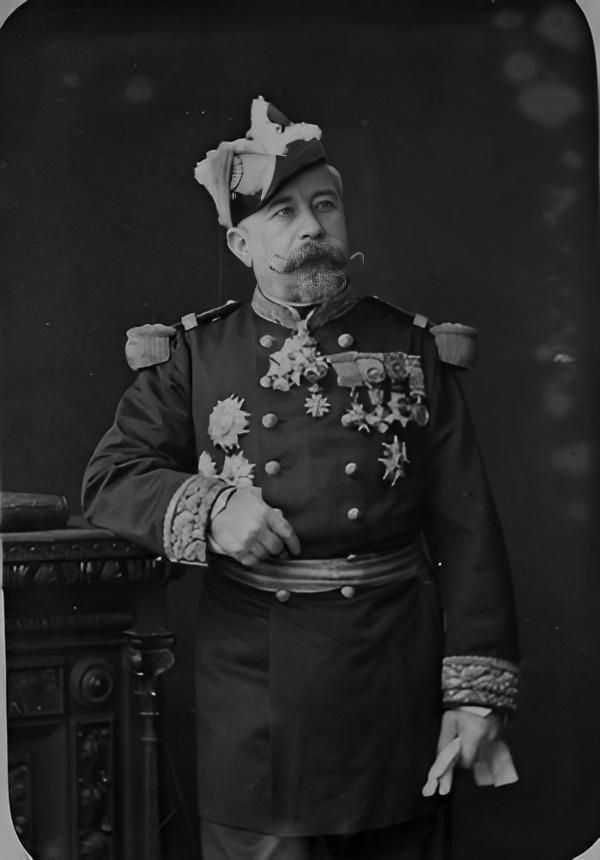
Le général Renson d'Allois d'Herculais, membre du premier CSG en 1872.
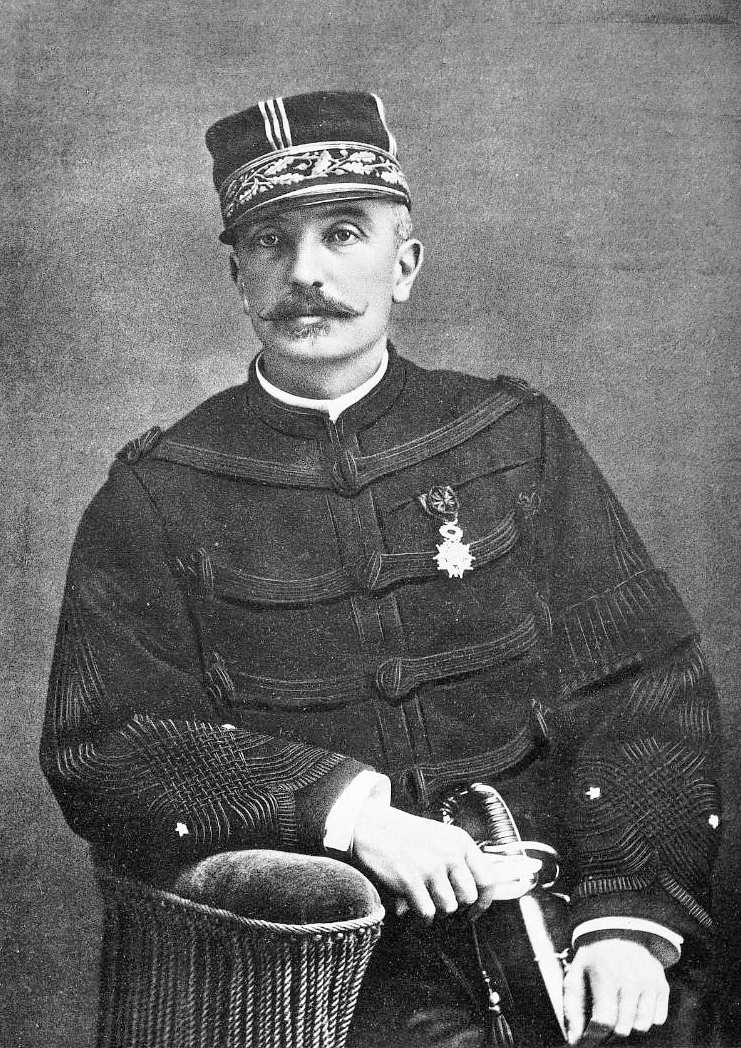
Le général Raoul Le Mouton de Boisdeffre, chef d'état-major de l'armée française de 1894 à 1898.
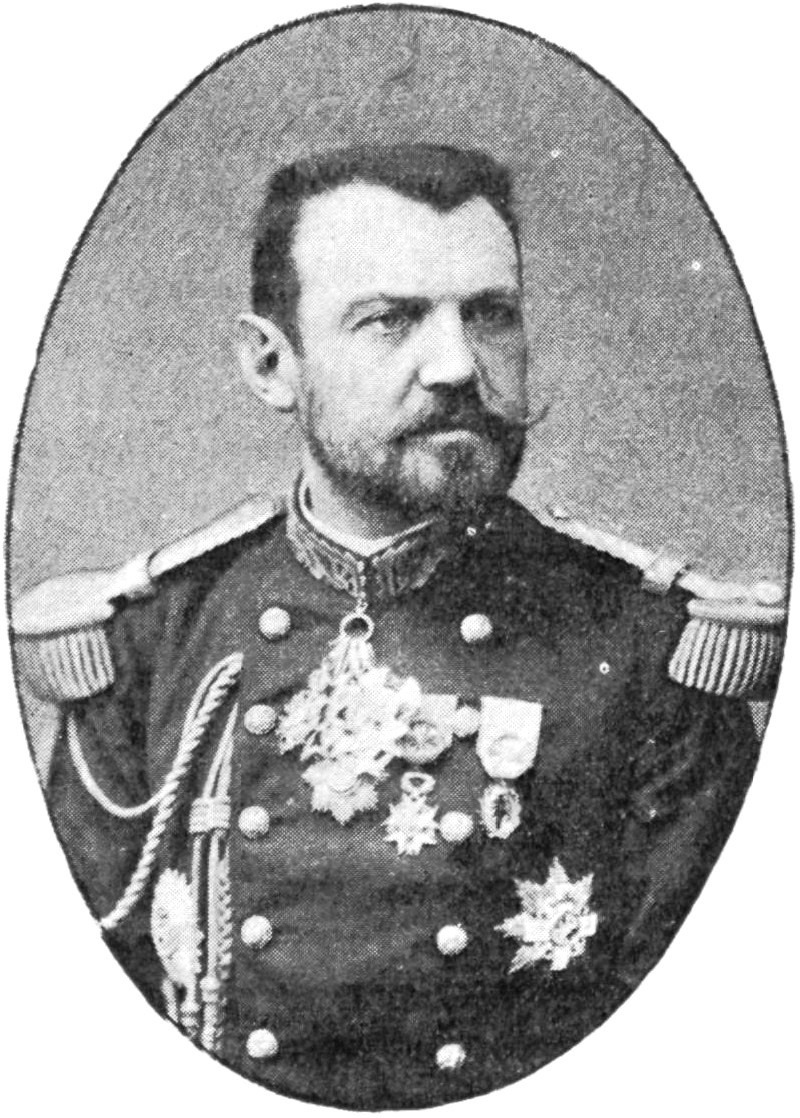
Le général Joseph Brugère, vice-président du CSG de 1900 à 1906.
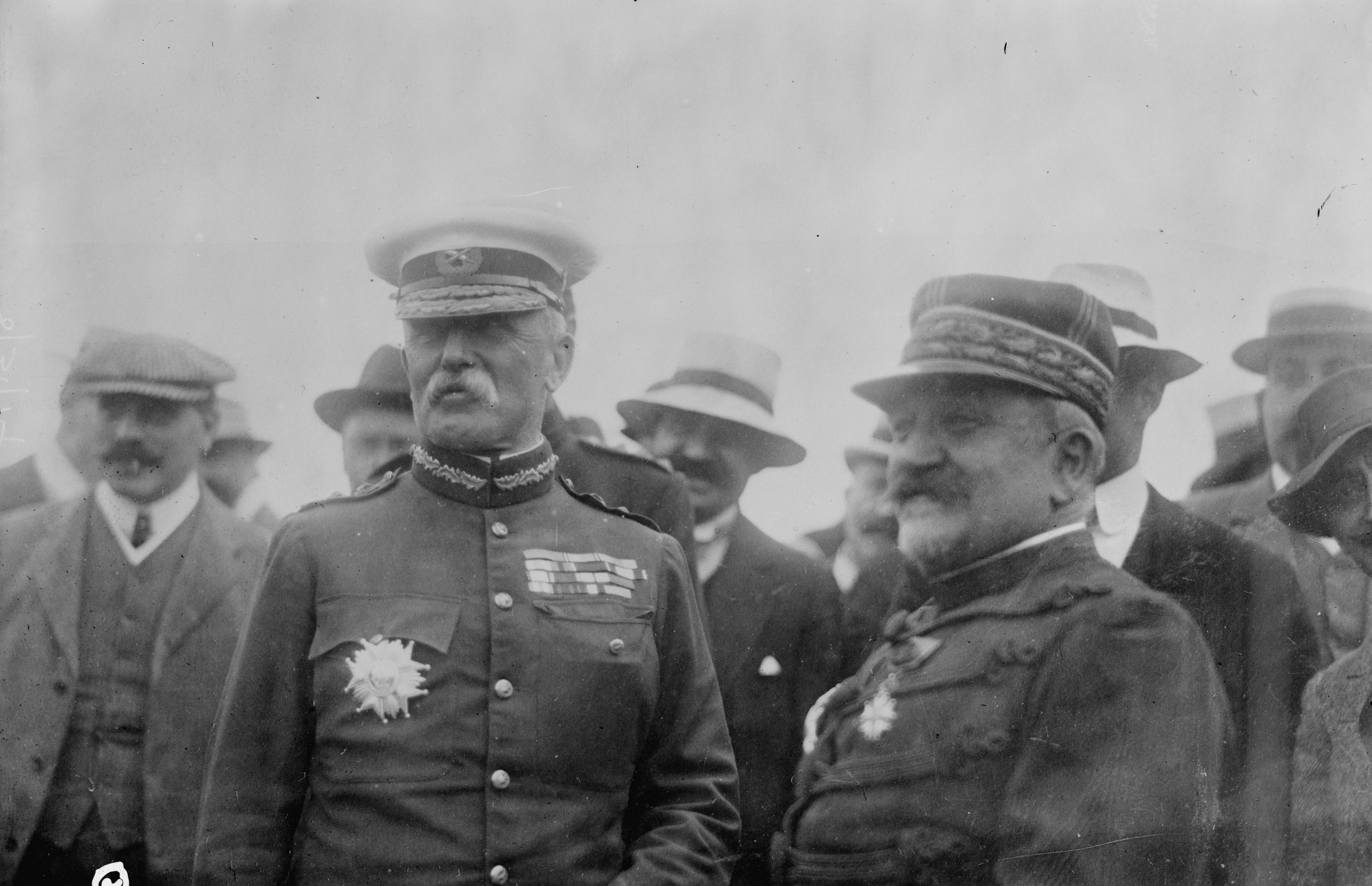
Le général Jean-Jules Brun, chef d'état-major de 1905 à 1909, à droite, en compagnie du général britannique John French.
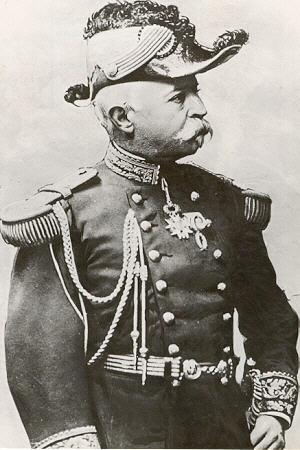
Le général Édouard Laffon de Ladébat, chef d'état-major de 1909 à 1911.
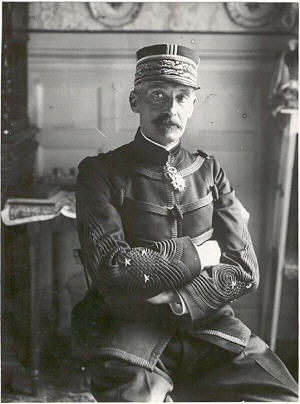
Le général Victor-Constant Michel, vice-président du CSG de 1910 à 1911.
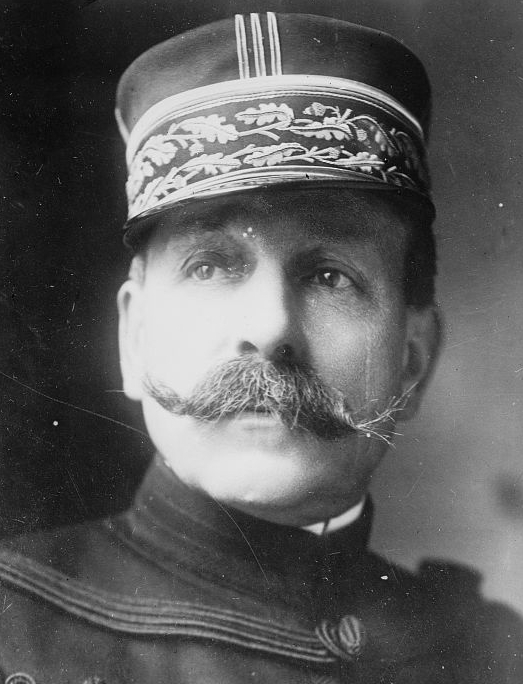
Le général Augustin Dubail, chef d'état-major en 1911.
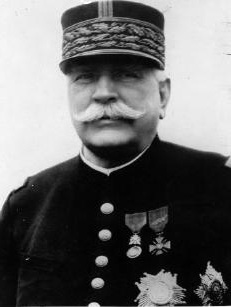
Le général Joseph Joffre, à la fois chef d'état-major (président du CSG) et vice-président du CSG de 1911 à 1914.
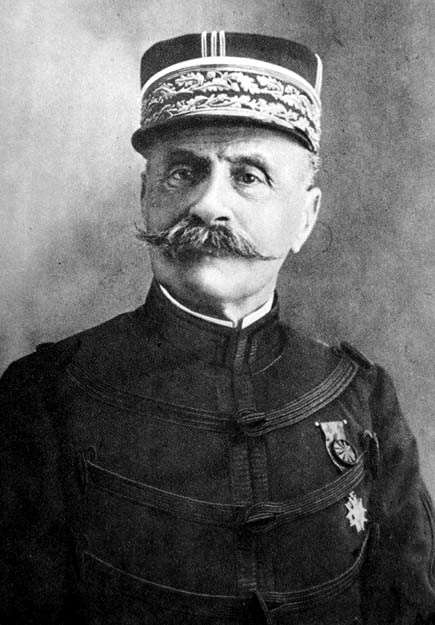
Ferdinand Foch, vice-président du CSG de 1919 à 1920.
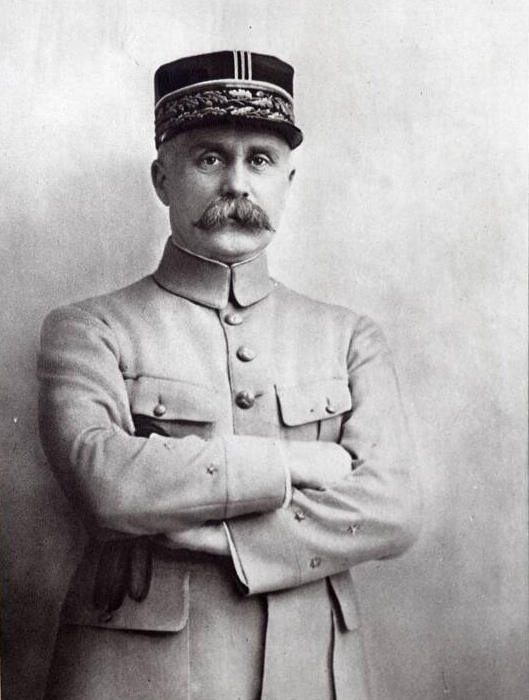
Philippe Pétain, vice-président du CSG de 1920 à 1931.